# Morača
De Morača is een 99,5 km lange rivier in Montenegro.
De rivier ontspringt in de gemeente Kolašin, in centraal Montenegro, op 1600 m hoogte op de noorderflank van de 2226 m hoge Kapa Moračka bergtop. De rivier stroomt hoofdzakelijk zuidwaarts, doorheen de hoofdstad Podgorica, en mondt bij Vranjina uit in het meer van Shkodër. De bekendste zijrivier is de Zeta die ook een historisch belang heeft.
De Morača is in zijn bovenloop een ruisende bergrivier die door erosie meerdere kloven in het landschap heeft gecreëerd. De bekendste is de Morača Canyon (Morača Klisura).
De Morača is voor het grootste deel van zijn loop een meestal ondiepe, niet-bevaarbare rivier.
- Gemeinsame Normdatei: 4301102-0